# Thagria brincki
Thagria brincki är en insektsart som beskrevs av Nielson 1980. Thagria brincki ingår i släktet Thagria och familjen dvärgstritar. Inga underarter finns listade i Catalogue of Life.